# Notopygos rayneri
Notopygos rayneri är en ringmaskart som först beskrevs av Baird 1868.  Notopygos rayneri ingår i släktet Notopygos och familjen Amphinomidae. Inga underarter finns listade i Catalogue of Life.